# Peter Schiff
Peter D. Schiff, né le 23 mars 1963 à New Haven (Connecticut), est un économiste et entrepreneur américain, président de Euro Pacific Capital Inc., une société de courtage basée à Darien (Connecticut).

## Biographie
Son père, Irwin Schiff, était un militant anti-fiscal qui fut condamné à plusieurs peines de prison pour avoir refusé de payer ses impôts et avoir incité à l'évasion fiscale (il meurt en prison en octobre 2015). Né à New Haven (Connecticut), Peter Schiff a grandi à Manhattan et à Miami. Il est diplômé de l'université de Californie (Berkeley) en 1987.
Peter Schiff adhère aux principes de l'École autrichienne d'économie et aux idées de l'Institut Ludwig von Mises. Il considère le faible taux d'épargne des États-Unis comme étant leur plus grande faiblesse, illustrée par leur passage de la position de première nation créditrice dans les années 1970 à celle de nation la plus débitrice au tournant des années 2000.
En 2006 et 2007, il fut minoritaire parmi les économistes à prévoir la crise financière ainsi que l'éclatement de la bulle immobilière, qui s'est finalement matérialisée avec la crise des subprimes. Selon Peter Schiff, la principale cause de cette crise est la Réserve fédérale, qui a baissé ses taux directeurs pour faciliter le crédit alors que selon lui il aurait été nécessaire d'encourager l'épargne. Schiff a ensuite critiqué le plan de sauvetage des banques (théorie du too big to fail), qui serait une incitation pour les banques à prendre davantage de risques, et qui est de plus réalisé avec l'argent public.
Adversaire du keynésianisme, Peter Schiff estime que la dette publique américaine, aggravée par le plan de relance de Barack Obama, risque à terme de causer l'effondrement du Dollar US : en effet, la politique d'assouplissement quantitatif de la Réserve fédérale, consistant à monétiser la dette publique, finirait par causer une forte inflation. Schiff est au contraire partisan d'une baisse draconienne des dépenses budgétaires, et d'un dollar stabilisé par le retour à l'étalon-or.
Il est souvent invité sur CNBC, Fox News, et Bloomberg TV, et est cité dans les principales publications financières. En 2008 puis en 2012, il est conseiller de Ron Paul, candidat libertarien aux primaires républicaines.
Il est l'auteur en 2010 de How an Economy grows and why it crashes, un ouvrage de vulgarisation économique qui a figuré parmi les meilleures ventes du New York Times et en 2012 de The Real Crash: America's Coming Bankruptcy--How to Save Yourself and Your Country.